# Bonner Heimat- und Geschichtsverein
Der Bonner Heimat- und Geschichtsverein wurde – unter anderem Namen – im Jahr 1886 in Bonn gegründet. Der gemeinnützige Verein widmet sich der Erforschung und Darstellung der Stadtgeschichte und dem Einsatz für eine Stadtentwicklung und Stadtgestaltung unter Berücksichtigung der gewachsenen Stadt- und Landschaftsstrukturen. Vorträge, Exkursionen und die Organisation von Ausstellungen sind Teil der historischen Bildungsarbeit. Außerdem gibt der Verein eigene Publikationen heraus. Mit rund 700 Mitgliedern (Stand 2007) gehört er zu den größten Vereinen der Stadt Bonn.

## Geschichte
Bonner Bürger gründeten 1886 auf einer Tagung des Historischen Vereins für den Niederrhein den Verein Bonnensia. Verein zur Sammlung Bonner Altertümer mit der Zielsetzung, durch Ankäufe eine Sammlung von historischen Objekten zu schaffen, die zur Einrichtung eines stadtgeschichtlichen Museums durch die Stadt Bonn führen sollte. Zunächst konzentrierte sich die Sammeltätigkeit hauptsächlich auf Zeugnisse der kurfürstlichen Zeit in Bonn. Im Jahr 1891 wurde der Verein in Alt-Bonn umbenannt, 1951 erfolgte dann die Umbenennung zum Bonner Heimat- und Geschichtsverein.
1936 wurde anlässlich des 50. Jahrestags der Gründung die Herausgabe einer bis heute verlegten Vereinszeitschrift, der Bonner Geschichtsblätter, beschlossen. 1956/1957 erfolgte die Übertragung der Sammlung des Vereins in städtisches Eigentum. Diese Übertragung führte zu einer vertraglichen Regelung der schon vorher engen Zusammenarbeit zwischen Stadt und Verein. Seitdem wird die Geschäftsstelle des Vereins vom Bonner Stadtarchiv betrieben, die Geschichtsblätter werden in gemeinsamer Herausgeberschaft verlegt, die Schriftleitung liegt beim Stadtarchivar. Auch erhielt die Stadtverwaltung einen Sitz im Vereinsvorstand.
Zur Feier des 100-jährigen Bestehens wurde vom Verein eine Ausstellung im Rheinischen Landesmuseum organisiert. Zwei Prachtbände zur Kaiserzeit in Bonn wurden veröffentlicht. Mit der Eröffnung des Bonner Stadtmuseums im Jahr 1998 konnte schließlich auch das ursprüngliche Ziel der Bonnensia verwirklicht werden.

## Mitglieder und Autoren
Unter den Mitgliedern des Vereins und des Vorstandes befanden sich Persönlichkeiten wie die Historikerin Olga Sonntag (Ehrenmitglied), der Heimatforscher Karl Gutzmer (Ehrenmitglied), der Architekt Heinrich Roettgen, der Kunstsammler Carl Roettgen, der Kunsthistoriker Justus Müller Hofstede (Vorsitzender) oder der Maler Mathias Frickel. Zu den Autoren der Vereinszeitschrift gehören unter anderem der Verleger Josef Niesen sowie die Historiker Helmut Vogt und Edith Ennen.